# Delirium (album de Lacuna Coil)
Pour les articles homonymes, voir Delirium.
Albums de Lacuna Coil
Broken Crown Halo
(2014) Black Anima
(2019)
Singles
1. The House of Shame
Sortie : 8 avril 2016
2. Delirium
Sortie : 22 avril 2016
3. Ghost in the Mist
Sortie : 6 mai 2016
4. Blood, Tears, Dust
Sortie : 22 mars 2017

Delirium est le huitième album studio du groupe italien de metal alternatif / metal gothique Lacuna Coil, publié le 27 mai 2016 sur le label discographique de metal Century Media Records.

## Contexte et enregistrement
Des changements ont eu lieu dans le groupe depuis la sortie en 2014 du précédent album, Broken Crown Halo, avec l'arrivée de Ryan Blake Folden à la batterie, en remplacement de Cristiano Mozzati, et le départ des guitaristes Cristiano Migliore et Marco Biazzi.
Durant les séances d'enregistrement, c'est Marco Coti Zelati qui assure la plupart des parties de guitares, en plus de la basse et des claviers habituels. Il produit également l'album.
Plusieurs guitaristes sont invités à jouer : Myles Kennedy du groupe Alter Bridge, Mark Vollelunga, Alessandro La Porta, Marco Barusso et Diego Cavallotti. Ce dernier accompagne Lacuna Coil pendant la tournée qui suit la sortie de l'album avant d'être officiellement intégré dans le groupe.  

## Liste des titres
Édition standard
Toutes les chansons sont écrites et composées par Lacuna Coil.
| No  | Titre                         | Durée |
| --- | ----------------------------- | ----- |
| 1.  | The House of Shame            | 5:17  |
| 2.  | Broken Things                 | 3:59  |
| 3.  | Delirium                      | 3:16  |
| 4.  | Blood, Tears, Dust            | 3:55  |
| 5.  | Downfall                      | 4:21  |
| 6.  | Take Me Home                  | 3:45  |
| 7.  | You Love Me 'Cause I Hate You | 3:49  |
| 8.  | Ghost in the Mist             | 4:14  |
| 9.  | My Demons                     | 3:56  |
| 10. | Claustrophobia                | 4:08  |
| 11. | Ultima Ratio                  | 4:08  |

Titres bonus de l'édition Deluxe
Toutes les chansons sont écrites et composées par Lacuna Coil sauf mention.
| No  | Titre                             | Auteur                      | Durée |
| --- | --------------------------------- | --------------------------- | ----- |
| 12. | Live to Tell (Reprise de Madonna) | - Madonna - Patrick Leonard | 5:29  |
| 13. | Breakdown                         |                             | 3:17  |
| 14. | Bleed the Pain                    |                             | 3:47  |

## Musiciens
- Cristina Scabbia : chant féminin
- Andrea Ferro : chant masculin
- Marco Coti Zelati : basse, guitares, claviers
- Ryan Blake Folden : batterie, percussions

Musiciens additionnels
- Diego Cavallotti : guitares additionnelles, solo de guitare sur My Demons et Ultima Ratio
- Marco Barusso : solo de guitare sur The House of Shame
- Myles Kennedy : solo de guitare sur Downfall
- Alessandro La Porta : solo de guitare sur Claustrophobia
- Mark Vollelunga : solo de guitare sur Blood, Tears, Dust

## Classements hebdomadaires
| Classement (2016)                       | Meilleure place |
| --------------------------------------- | --------------- |
| Allemagne (Media Control AG)            | 33              |
| Australie (ARIA)                        | 19              |
| Autriche (Ö3 Austria Top 40)            | 40              |
| Belgique (Flandre Ultratop)             | 29              |
| Belgique (Wallonie Ultratop)            | 49              |
| Canada (Canadian Albums Chart)          | 61              |
| Écosse (OCC)                            | 28              |
| Espagne (Promusicae)                    | 69              |
| États-Unis (Billboard 200)              | 33              |
| États-Unis (Billboard Hard Rock Albums) | 2               |
| États-Unis (Billboard Top Rock Albums)  | 4               |
| France (SNEP)                           | 85              |
| Italie (FIMI)                           | 11              |
| Japon (Oricon)                          | 143             |
| Pays-Bas (Mega Album Top 100)           | 94              |
| Royaume-Uni (UK Albums Chart)           | 42              |
| Royaume-Uni (Rock & Metal Albums)       | 3               |
| Suisse (Schweizer Hitparade)            | 30              |